# Abdelali Berrada Sounni
Pour les articles homonymes, voir Berrada.
Abdelali Berrada Sounni est un homme d'affaires marocain. Il est président et fondateur de la société Palmeraie Holding, et de Berrada group (B group),,. 
En 2016, il a reçu la grade d’officier dans l’Ordre du Mérite ivoirien.
Deux de ses fils, Hicham Berrada Sounni et Saad Berrada Sounni, occupent des postes de vice-président de Palmeraie Holding, respectivement au développement et à l'industrie.